# Lycaeides nabokovi
Lycaeides nabokovi är en fjärilsart som beskrevs av Masters 1972. Lycaeides nabokovi ingår i släktet Lycaeides och familjen juvelvingar. Inga underarter finns listade i Catalogue of Life.